# National Basketball Association 1986-1987
La stagione della National Basketball Association 1986-1987 fu la 41ª edizione del campionato NBA. La stagione si concluse con la vittoria dei Los Angeles Lakers, che sconfissero i Boston Celtics per 4-2 nelle finali NBA.

## Squadre partecipanti
- Atlanta Hawks
- Boston Celtics
- Chicago Bulls
- Cleveland Cavaliers
- Dallas Mavericks
- Denver Nuggets
- Detroit Pistons
- G.S. Warriors
- Houston Rockets
- Indiana Pacers
- L.A. Clippers
- L.A. Lakers

- Milwaukee Bucks
- N.J. Nets
- N.Y. Knicks
- Phoenix Suns
- Philadelphia 76ers
- Portland T. Blazers
- Sacramento Kings
- San Antonio Spurs
- Seattle S.Sonics
- Utah Jazz
- Washington Bullets

## Classifica finale

### Eastern Conference
| Squadra            | V  | P  | %    | GB |
| ------------------ | -- | -- | ---- | -- |
| Boston Celtics     | 59 | 23 | 72,0 | -  |
| Philadelphia 76ers | 45 | 37 | 54,9 | 14 |
| Washington Bullets | 42 | 40 | 51,2 | 17 |
| New Jersey Nets    | 24 | 58 | 29,3 | 35 |
| New York Knicks    | 24 | 58 | 29,3 | 35 |

| Squadra             | V  | P  | %    | GB |
| ------------------- | -- | -- | ---- | -- |
| Atlanta Hawks       | 57 | 25 | 69,5 | -  |
| Detroit Pistons     | 52 | 30 | 63,4 | 5  |
| Milwaukee Bucks     | 50 | 32 | 61,0 | 7  |
| Indiana Pacers      | 41 | 41 | 50,0 | 16 |
| Chicago Bulls       | 40 | 42 | 48,8 | 17 |
| Cleveland Cavaliers | 31 | 51 | 37,8 | 26 |

### Western Conference
| Squadra           | V  | P  | %    | GB |
| ----------------- | -- | -- | ---- | -- |
| Dallas Mavericks  | 55 | 27 | 67,1 | -  |
| Utah Jazz         | 44 | 38 | 53,7 | 11 |
| Houston Rockets   | 42 | 40 | 51,2 | 13 |
| Denver Nuggets    | 37 | 45 | 45,1 | 18 |
| Sacramento Kings  | 29 | 53 | 35,4 | 26 |
| San Antonio Spurs | 28 | 54 | 34,1 | 27 |

| Squadra                | V  | P  | %    | GB |
| ---------------------- | -- | -- | ---- | -- |
| Los Angeles Lakers C   | 65 | 17 | 79,3 | -  |
| Portland Trail Blazers | 49 | 33 | 59,8 | 16 |
| Golden State Warriors  | 42 | 40 | 51,2 | 23 |
| Seattle SuperSonics    | 39 | 43 | 47,6 | 26 |
| Phoenix Suns           | 36 | 46 | 43,9 | 29 |
| Los Angeles Clippers   | 12 | 70 | 14,6 | 53 |

## Vincitore
| Campione NBA 1986-1987          |
| ------------------------------- |
| Los Angeles Lakers (10º titolo) |

## Statistiche
| Categoria             | Giocatore       | Squadra                | Stat |
| --------------------- | --------------- | ---------------------- | ---- |
| Punti per gara        | Michael Jordan  | Chicago Bulls          | 37,1 |
| Rimbalzi per gara     | Charles Barkley | Philadelphia 76ers     | 14,6 |
| Assist per gara       | Magic Johnson   | Los Angeles Lakers     | 12,2 |
| Palle rubate per gara | Alvin Robertson | San Antonio Spurs      | 3,2  |
| Stoppate per gara     | Mark Eaton      | Utah Jazz              | 4,1  |
| FG%                   | Kevin McHale    | Boston Celtics         | 60,4 |
| FT%                   | Larry Bird      | Boston Celtics         | 91,0 |
| 3FG%                  | Kiki Vandeweghe | Portland Trail Blazers | 48,1 |

## Premi NBA
- NBA Most Valuable Player Award: Magic Johnson, Los Angeles Lakers
- NBA Rookie of the Year Award: Chuck Person, Indiana Pacers
- NBA Defensive Player of the Year Award: Michael Cooper, Los Angeles Lakers
- NBA Sixth Man of the Year Award: Ricky Pierce, Milwaukee Bucks
- NBA Most Improved Player Award: Dale Ellis, Seattle SuperSonics
- NBA Coach of the Year Award: Mike Schuler, Portland Trail Blazers
- NBA Executive of the Year Award: Stan Kasten, Atlanta Hawks
- All-NBA First Team:
  - F - Larry Bird, Boston Celtics
  - F - Kevin McHale, Boston Celtics
  - C - Hakeem Olajuwon, Houston Rockets
  - G - Michael Jordan, Chicago Bulls
  - G - Magic Johnson, Los Angeles Lakers
- All-NBA Second Team:
  - F - Dominique Wilkins, Atlanta Hawks
  - F - Charles Barkley, Philadelphia 76ers
  - C - Moses Malone, Washington Bullets
  - G - Isiah Thomas, Detroit Pistons
  - G - Fat Lever, Denver Nuggets
- All-Defensive First Team:
  - Kevin McHale, Boston Celtics
  - Michael Cooper, Los Angeles Lakers
  - Hakeem Olajuwon, Houston Rockets
  - Alvin Robertson, San Antonio Spurs
  - Dennis Johnson, Boston Celtics
- All-Defensive Second Team:
  - Paul Pressey, Milwaukee Bucks
  - Rodney McCray, Houston Rockets
  - Mark Eaton, Utah Jazz
  - Maurice Cheeks, Philadelphia 76ers
  - Derek Harper, Dallas Mavericks
- All-Rookie Team:
  - Hot Rod Williams, Cleveland Cavaliers
  - Roy Tarpley, Dallas Mavericks
  - Chuck Person, Indiana Pacers
  - Brad Daugherty, Cleveland Cavaliers
  - Ron Harper, Cleveland Cavaliers